# Cantón de Le Bar-sur-Loup
El cantón de Le Bar-sur-Loup era una división administrativa francesa que estaba situada en el departamento de Alpes Marítimos y la región de Provenza-Alpes-Costa Azul.

## Composición
El cantón estaba formado por diez comunas:
- Caussols
- Châteauneuf-Grasse
- Courmes
- Gourdon
- Le Bar-sur-Loup
- Le Rouret
- Opio
- Roquefort-les-Pins
- Tourrettes-sur-Loup
- Valbonne

## Supresión del cantón de Le Bar-sur-Loup
En aplicación del Decreto nº 2014-227 de 24 de febrero de 2014, el cantón de Le Bar-sur-Loup fue suprimido el 22 de marzo de 2015 y sus 10 comunas pasaron a formar parte; nueve del nuevo cantón de Valbonne y uno del nuevo cantón de Villeneuve-Loubet.